# Brachylomia saliceti
Brachylomia saliceti là một loài bướm đêm trong họ Noctuidae.